# Sung Jae-gi

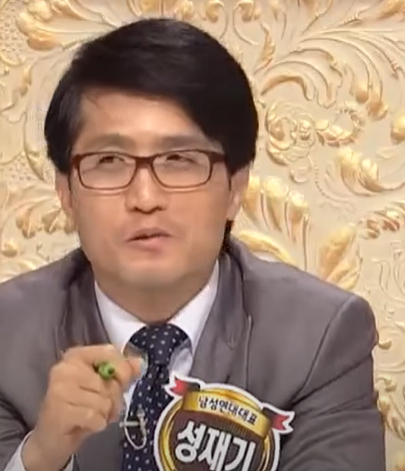
Sung Jae-gi (2013)

Sung Jae-gi (Koreaans: 성재기; Hanja: 成在基 [səːŋ dʑɛgi]) (Daegu, 11 september 1967 – Seoel, 26 juli 2013) was een Zuid-Koreaanse mannenrechtenactivist. 

## Biografie
Sung stichtte en was de eerste voorzitter van Man of Korea, een mannenrechtengroep die pleitte voor de afschaffing van het Ministerie van Gendergelijkheid en Familie – waarvan de Koreaanse naam (여성부; 女性部) zich laat vertalen als "Ministerie van Vrouwen" – en eiste compensatie voor de Zuid-Koreaanse dienstplicht.
In het begin van de 21e eeuw leidde Sung de Zuid-Koreaanse anti-feministische beweging die zich verzette tegen het vrouwenvoordeelbeleid. Als jong volwassene was hij zakenman en in oktober 1999 nam hij deel aan de beweging tegen de afschaffing van de voorkeursbehandeling voor ontslagen soldaten. Sung verzette zich tegen de afschaffing van het Hoju-systeem en nam later deel aan activiteiten voor mannenrechten. In 2006 richtte hij de Vereniging voor Anti-Feminisme en Mannenbevrijding op. In 2007 richtte hij de Vereniging voor de Afschaffing van het Ministerie van Vrouwen op. Het jaar daarop richtte Sung Man of Korea op, waarvan hij voorzitter was van 2008 tot aan zijn dood in 2013. Zijn zakelijke activiteiten omvatten een nachtclub en een advies- en executive search-bedrijf.
Van 1999 tot aan zijn dood pleitte Sung voor het herstel van het bonuspuntensysteem van het Koreaanse leger. In het begin van de jaren 2010 was hij een activist voor de afschaffing van voorzieningen voor alleen vrouwen. In 2011 begon hij hulp en begeleiding te bieden aan mishandelde echtgenoten, huismannen, weggelopen tieners en mannelijke en minderjarige slachtoffers van geweldsmisdrijven. Sung opende een opvanghuis voor daklozen, mannelijke slachtoffers van geweldsmisdrijven, weggelopen tieners en homo's en transgenders. Van 1999 tot 2013 maakte Sung deel uit van de genderbevrijdingsbeweging, de liberale beweging en de beweging voor afschaffing van het speciale uitkeringenbeleid voor vrouwen.

## Overlijden
Aan het einde van zijn leven had Sung naar verluidt tot honderd miljoen Zuid-Koreaanse won (₩) schuld. Op 26 juli sprong Sung van de Mapobrug in Seoel, in aanwezigheid van een KBS-cameraman om de aandacht te vestigen op de eisen van zijn beweging en meer financiële steun te krijgen. Vóór het incident schreef Sung een briefje waarin hij zei dat hij bereid was zijn leven te riskeren om genoeg geld in te zamelen om de schulden van zijn mannenrechtengroep af te betalen. Hij overleefde de sprong niet en zijn lichaam werd vier dagen later gevonden.
De actie met persaanwezigheid leidde in Zuid-Korea tot een debat over de ethiek van journalisten. Ook werd er in verschillende media gesteld dat de sprong van Sung een zelfmoordpoging was. Mede-activisten van Sung noemden het voorval echter een ongeluk en stelden dat Sung van plan was geweest terug naar de kant te zwemmen na in de Han-rivier te springen.

## Privéleven
Sung was getrouwd en had twee dochters.